# Tomás López
Tomás López Pascual (ur. 12 września 1994 w Rosario) – argentyński siatkarz, reprezentant Argentyny, grający na pozycji przyjmującego. 

## Sukcesy klubowe
Puchar Francji:
- 2024[4]

Superpuchar Francji:
- 2024[5]